# János Hock
János Hock (ur. 31 grudnia 1859 w Devecser, zm. 10 października 1936 w Budapeszcie) – węgierski polityk. Pierwszy prezydent Węgier po ogłoszeniu niepodległości w 1918 od 13 listopada 1918 do 16 listopada 1918.